# Sympistis wilsoni
Sympistis wilsoni är en fjärilsart som beskrevs av Barnes och Benjamin 1924. Sympistis wilsoni ingår i släktet Sympistis och familjen nattflyn. Inga underarter finns listade i Catalogue of Life.